# Isländische Eishockeyliga 2008/09
Die Saison 2008/09 war die 18. Spielzeit der isländischen Eishockeyliga, der höchsten isländischen Eishockeyspielklasse. Meister wurde zum insgesamt fünften Mal in der Vereinsgeschichte Skautafélag Reykjavíkur.

## Modus
In der Hauptrunde absolvierten die drei Mannschaften jeweils 20 Spiele. Die beiden bestplatzierten Mannschaften qualifizierten sich für das Meisterschaftsfinale. Für einen Sieg nach regulärer Spielzeit erhielt jede Mannschaft drei Punkte, für einen Sieg nach Overtime zwei Punkte, bei einer Niederlage nach Overtime gab es einen Punkt und bei einer Niederlage nach regulärer Spielzeit null Punkte.

## Hauptrunde

### Tabelle
|    | Klub                         | Sp | S  | OTS | OTN | N  | Tore    | Punkte |
| -- | ---------------------------- | -- | -- | --- | --- | -- | ------- | ------ |
| 1. | Skautafélag Akureyrar        | 20 | 16 | 0   | 0   | 4  | 113:067 | 48     |
| 2. | Skautafélag Reykjavíkur      | 20 | 10 | 1   | 0   | 9  | 097:113 | 32     |
| 3. | Ísknattleiksfélagið Björninn | 20 | 3  | 0   | 1   | 16 | 075:105 | 10     |

Sp = Spiele, S = Siege, U = unentschieden, N = Niederlagen, OTS = Overtime-Siege, OTN = Overtime-Niederlage, SOS = Penalty-Siege, SON = Penalty-Niederlage

### Finale
- Skautafélag Akureyrar – Skautafélag Reykjavíkur 1:3 (5:6, 4:5, 5:4 n. V., 3:7)